# David VII da Geórgia
David VII Ulu foi rei dos reis da Geórgia da dinastia Bagrationi entre 1247 e 1270. Ele reinou ainda sobre a porção oriental do país entre 1259 e 1270.

## Vida
David era um filho ilegítimo do rei Jorge IV Lasha com uma plebeia. Temendo que ele pudesse desejar o trono, sua tia, a rainha Rusudana o manteve prisioneiro na corte de seu genro, o sultão seljúcida de Rum Caicosroes II por quase sete anos e, em paralelo, enviou seu próprio filho, David, para a corte mongol para ser reconhecido oficialmente como herdeiro aparente. Em 1242, depois da derrota de Caicosroes para os mongóis, David, o filho de Jorge, foi libertado. Quatro anos depois, ele foi escolhido como rei pelos nobres georgianos, que acreditavam que seu primo David, o filho de Rusudana, teria morrido em 1244. Depois de sua coroação na Catedral Svetitskhoveli, Misqueta, ele próprio foi enviado ao grão-cã Guiuque Cã para receber seu reconhecimento oficial. Mantido em Caracórum por cinco anos, David se encontrou com o primo por lá. O cã finalmente reconheceu David, filho de Jorge, como rei sênior e apontou David, filho de Rusudana, como rei júnior, o que lhes valeram os epítetos pelos quais seriam conhecidos daí em diante: David VII Ulu ("o sênior") e David VI Narim ("o júnior"). 
Os dois reinaram juntos por muitos anos e, em 1256, David VII Ulu, com auxiliares georgianos, participou da conquista mongol de Alamute. Em 1259, David VI Narim se revoltou contra os mongóis e foi obrigado a fugir para Cutáissi, de onde passou a reinar sobre a Geórgia ocidental (Imerícia) como monarca independente. Em 1260, Hulagu Cã exigiu que David VII Ulu o apoiasse em sua campanha contra o Egito. Tendo em mente as pesadas perdas georgianas no Cerco de Bagdá (1258), David se recusou a cumprir a ordem e se revoltou. Um gigantesco exército mongol, liderado por Argum Noiã, atacou a província meridional georgiana de Mesquécia, derrotando o rei e seu general Sérgio I Jaqeli de Mesquécia, mas, incapaz de capturar as principais fortalezas rebeldes, recuou em junho de 1261. Seja como for, o equilíbrio de forças era desigual e David VII Ulu teve que se refugiar na corte de seu primo em Cutáissi. Sua família foi capturada e sua esposa, Gvantsa, assassinada pelos mongóis. No ano seguinte, David VII Ulu foi forçado a aceitar a paz com os mongóis e retornou para Tbilisi, efetivamente dividindo a Geórgia em dois reinos. 
Cumprindo ordens dos ilcânidas, o exército de David VII Ulu foi despachado para defender as fortalezas de "Siba" contra a Horda Dourada em 1263. Dois anos depois, as forças georgianas, na vanguarda do exército ilcânida, derrotaram Berque, cã da Horda, e expulsou seu exército de Xirvão. Porém, o pesado jugo do domínio mongol levou o reino a uma crise econômica e financeira e, como resultado de uma disputa na corte, a província de Mesquécia secedeu e se declarou diretamente vassala dos ilcânidas em 1266, desintegrando ainda mais a Geórgia.
David VII Ulu morreu de uma infecção intestinal aos 55 na primavera de 1270 e foi enterrado na Catedral Svetitskhoveli em Misqueta. Foi sucedido por seu filho Demétrio II.

## Família
David VII casou-se quatro vezes. A primeira com Jigda-Khatun ("senhora Jigda"), uma mongol ou uma filha do sultão de Rum, morreu em 1252. Entre 1249 e 1250, David contraiu um matrimônio bígamo com Althun, que repudiou em 1252. Com ela teve:
- Jorge (1250–1268), herdeiro aparente, morreu antes do pai em 1268.
- Tamara, que casou-se duas vezes: (i) com um príncipe mongol, filho de Arghun Khan; (ii) com o nobre georgiano Sadun de Mankaberdi, regente do reino entre 1269 e 1278.

Sua terceira esposa, Gvantsa, viúva do nobre georgiano Avag Mkhargrdzeli e filha de Kakhaber, o eristavi ("duque") de Racha e Tavkveri, foi executada por ordem de Hulagu Khan em 1262. Com ela teve:
- Demétrio, que o sucedeu em 1270.

Finalmente, em 1263, David casou-se com Esukan, filha do noyan mongol Chormaqan, com quem não teve filhos.